# Cerinthe tenuiflora
Cerinthe tenuiflora — вид квіткових рослин з родини шорстколистих (Boraginaceae). Ендемік Корсики.

## Середовище
Ендемік основних масивів Корсики від Капікорсу до гір Канья. Населяє гірські схили, вологі чагарники та галявини, вологі ліси вздовж струмків, переважно на граніті, на висотах 300–1500 метрів.

## Біоморфологічний опис
Міцний багаторічник, до 65 см заввишки. Стебла часто червонуваті у верхній частині, м'ясисті, сильно розгалужені. Прикореневі листки, стійкі при цвітінні, яйцювато-видовжені, товсті, темно-зелені з сильними білими плямами на верхній поверхні. Суцвіття подовжені в плодах, з лінійно-ланцетними приквітками. Чашолистки ≈ 2 мм вшир біля основи. Віночок 13–14 мм, розсіяно помаранчево-іржастий. Мерикарпіди ≈ 3.3 × 2.8 мм, строкаті сіро-бурі та чорнуваті, блискучі.